# Culture (éthologie)
La culture, dans une définition large et applicable à l'ensemble des animaux sociaux, se conçoit comme étant un ensemble de savoirs et de pratiques qui se partagent et se transmettent socialement au sein d'un groupe donné et non par héritage génétique. 

## Histoire
Cette définition large de la culture a longtemps été ce qui permettait de définir spécifiquement « l'Humanité ». 
Mais l'éthologie, la primatologie, la zoologie, la biologie des populations et plusieurs autres sous-domaines des sciences naturelles, via l'étude du comportement des animaux et de leurs populations ; ont montré que la « culture animale » existe aussi. La culture n'est donc plus aujourd'hui considérée comme étant propre à l'humain. En France ce sont F. Joulian et D. Lestel qui ont popularisé ce thème dans les années 1990. 
Les progrès des moyens d'observation de la faune ont permis de mieux étudier les cultures animales in situ plutôt qu'en laboratoire, ce qui a considérablement fait progresser les connaissances dans ce domaine,.

## Espèces concernées
La culture ainsi considérée, a pu être observée chez un nombre croissant d'espèces animales, y compris chez des insectes[réf. nécessaire]. 
Des études sont ainsi actuellement menées sur la variété des dialectes utilisés chez les épaulards. L'étude du chant des baleines nous apprend que celles-ci ont des chants annuels ; on sait que les chimpanzés de certaines régions développent et se transmettent des savoir-faire que d'autres ne connaissent pas : usage d'outils, la fabrication de « tongs » en feuilles, etc., font supposer des facultés cognitives analogues à celles de l'humain.
Il existe aussi, chez certains animaux, des comportements d'entraide ressemblant à la morale humaine (voir le Bon Singe de F. de Waal), des choix esthétiques ressemblant aux choix en esthétique effectués par les humains, et un sens mathématique synthétisé par S. Dehaene.
Toutefois, la culture humaine est définie de façon plus stricte que la culture chez les animaux non humains. D'une part, parce que la première crée du social en termes de reconnaissance et de hiérarchie (M. Godelier)[source insuffisante] et d'autre part à cause des liens ambigus entre l'environnement et la culture en primatologie (C. Boesch, C. Knott)[source insuffisante].

## Culture commune chez les espèces sociales

### L'apprentissage
Chez les espèces dites évoluées :
- l'animal apprend surtout par imitation ; surtout mais pas seulement, des comportements de transmission intentionnelle ont été observés chez les chimpanzés de la forêt de Taï - ces techniques pédagogiques restent cependant un épiphénomène. La pieuvre trouve rapidement la façon de retirer un bouchon de liège d'un bocal enfermant un crabe[5] ;
- l'animal peut mémoriser un chemin dans un labyrinthe (rat) ;
- l'animal peut apprendre des centaines de mots et probablement les comprendre. Il peut apprendre le nom et retrouver un objet non connu dans une collection d'objets appris. Le bonobo Kanzi en est un bon exemple ;
- l'animal peut faire preuve d'un savoir-faire et d'une intention d'enseignement au travers de véritables comportements culturels et collectifs (Frédéric Joulian) ;
- on repère des variantes familiales, de groupes ou régionales dans le langage et dans l'usage d'un même objet, des techniques différentes pour une même opération, ou encore des présences / absences de techniques selon les groupes, comme chez les chimpanzés (Christophe Boesch) ;
- des listes assez complètes de techniques outillées et corporelles ont été publiées : van Schaik (orang-outan, Science vol. 299, no 5603, p. 102-105.), Boesch (chimpanzés, http://www.liberation.fr/sciences/1999/06/22/la-decouverte-de-la-culture-singe-des-chercheurs-viennent-de-prouver-que-les-chimpanzes-aussi-ont-le_275598), Joulian (chimpanzés http://terrain.revues.org/951) ;
- plusieurs espèces, dont les grands primates se représentent mentalement leur schéma corporel, leur environnement proche et leur territoire. Ils optimisent et sécurisent leurs déplacements : ils n'errent pas ;
- le temps de veille consacré à la transmission mère / petit approche les 2 % pour les grands primates (humains compris) ;
- l'environnement humain modifie considérablement la nature des apprentissages chez les primates (en laboratoire : M. Tomasello, dans le cadre de la réintroduction : F. Louchart)[6].

### La sexualité
- L'animal peut participer à des jeux sexuels (bonobos, dauphins).

### La société et ses problèmes
- Plusieurs espèces possèdent des codes sociaux élaborés[7], comme dans le cas des grands primates.

### Techniques - Logique et lois physiques
- L'animal (singes, oiseaux, dauphins) peut utiliser des outils. Que cela soit au sol ou dans les arbres, les singes utilisent en Afrique des pierres pour casser les noix et des bâtons pour soutirer le miel des ruches naturelles, ou extraire des insectes pour les manger. Et créer des outils ; certaines corneilles savent sculpter et découper des feuilles qui leur servent de cannes à pêche dans la chasse aux vers.
- Les comportements outillés requièrent des séquences de routines très variées et efficaces[8], mais on ne comprend pas très bien l'avantage de chaque variante[9].

### Langages
- Les animaux sociaux communiquent entre eux de façon intelligente et intentionnelle, comme pour prévenir le groupe de la provenance d'un prédateur, par exemple.
- Les animaux peuvent, à l'instar des fourmis ou des abeilles, avoir un langage extrêmement évolué à base d'expressions corporelles ou d'odeurs (phéromones), et de sons modulés pour les dauphins.
- Certains animaux comme le bonobo[10] arrivent à communiquer avec les chercheurs en maîtrisant des centaines de mots humains.

## La diversité culturelle: un enjeu de conservation
Un enjeu pour les biologistes des populations et de la conservation est — au sein de la métapopulation d'une espèce évoluée — de non seulement conserver des individus présentant une diversité génétique suffisante, mais un échantillon suffisant de la gamme des cultures essentielles à la survie de l'espèce ou de sous-groupes, car ces cultures (tout comme d'autres formes de la socialité) peuvent être des chances supplémentaires de survie ou de résilience pour certains groupes, voire toute la population de l'espèce en question. En effet si au sein d'une communauté, des informations vitales ne sont plus apprises ou transmises à tout ou partie des congénères les chances de survie et de reproduction et migrations saisonnières ou annuelles réussie diminuent pour tous. 
Un autre enjeu est que des éthologues identifient ces cultures (ce qui souvent ne peut être fait que par l'observation in situ) avant qu'elles ne soient menacées ou disparues, et qu'ils comprennent en outre comment et dans quelle mesure l'absence ou l'insuffisance de prise en compte de ces cultures animales peut conduire à des échecs graves dans la protection et gestion des espèces animales. 
Il est de plus en plus reconnu que pour protéger une espèce dite évoluée (ou des espèces moins évoluées, mais ayant développé des « cultures différentes », propres à des environnements différentes), il ne suffit pas de protéger quelques individus, ni même leur diversité génétique ou des « unités génétiquement définies et importantes du point de vue de l'évolution », ni d'étudier leurs réponses démographiques globales aux actions mises en place. Ne pas tenir compte des référentiels clés de connaissances transmises socialement au sein d'une espèces peut conduire à l'échec d'une stratégie de protection de la nature ou d'une espèce. 
Une étude publiée en 2019 rappelle que « les instruments juridiques internationaux, tels que la Convention sur la conservation des espèces migratrices appartenant à la faune sauvage (CMS), peuvent faciliter la conservation intelligente et ciblée d'un large éventail de taxons, en prenant explicitement en compte des aspects de leur socialité et de leurs cultures. »